# باشگاه فوتبال راسینگ هائیتی
باشگاه راسینگ هائیتی یک باشگاه فوتبال حرفه‌ای مستقر در پورتو پرنس، هائیتی است. این تیم یکی از موفق‌ترین باشگاه‌ها در تاریخ کشور است.
این باشگاه با ۱۴ قهرمانی، بیشترین قهرمانی لیگ را در تاریخ هائیتی کسب کرده است. آنها همراه با ویولیت، یکی از تنها دو باشگاه هائیتی هستند که تا به حال قهرمان جام قهرمانان کونکاکاف شده‌اند.